# The Beach Boys

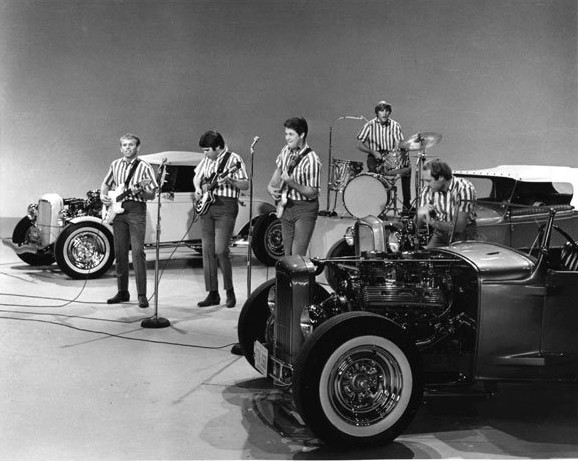
The Beach Boys (1964)

The Beach Boys, adesea amintiți doar ca Beach Boys (forma nearticulată a numelui originar) care înseamnă „băieții plajei”), este una dintre cele mai semnificative formații rock americane din anii 1960. Grupul a fost înființat în 1961, la Hawthorne, statul California.

## Istoric

### Primii ani; muzicasurf
Debutul a fost unul favorabil, The Beach Boys devenind în scurt timp cea mai apreciată formație de muzică surf a momentului. Componența inițială a formației îi include pe frații Wilson (Brian, Cars și Dennis), pe vărul lor, Mike Love și pe un prieten al grupului, Al Jardine.

### Pet Sounds
O dată cu preluarea conducerii formației de către Brian Wilson (basist, cântăreț și compozitor), muzica interpretată de The Beach Boys evoluează către direcții de un mai mare rafinament, păstrând totuși accesibilitatea pieselor. Discul care declanșează un stil inovativ, atât pentru formație, cât și pentru orientarea muzicii rock în general, este Pet Sounds, lansat în 16 mai 1966. Albumul, înregistrat pe parcursul a nouă luni de zile, constă în mare parte din colaborarea lui Brian Wilson cu muzicieni specializați pe lucrul în studio (en. session musicians), în lipsa celorlalți membri ai formației; după realizarea negativelor, Wilson îi va aduce în studio pe componenții Beach Boys pentru a înregistra părțile vocale de adăugat. Lansarea Pet Sounds nu aduce vânzările imediate ale discurilor anterioare (în S.U.A.), însă noua direcție a formației atrage atenția criticii și ascultătorilor din Marea Britanie. În timp, discul se va dovedi a fi cea mai aclamată realizare a formației și unul dintre cele mai bune produse ale genului rock. Revista Rolling Stone îl situează pe poziția a doua a clasamentului celor mai bune 500 de albume din toate timpurile, stabilit la finele anului 2003.

### Confruntarea cu mișcarea psihedelică
Entuziasmat de succesul foarte mare în Anglia, Brian Wilson se va angaja în scurt timp într-o întrecere nedeclarată cu formația The Beatles; caută să creeze un disc desăvârșit, atât din punctul de vedere al compoziției, cât și pentru impactul la public scontat. Proiectul se va concretiza sub numele Dumb Angel, devenit Smile, pentru care Brian Wilson începe lucrul în studio din august 1966; în întâmpinarea mișcării psihedelice, și-l alătură pe poetul Van Dyke Parks pentru scrierea noilor piese. Ceilalți membri Beach Boys se împotrivesc proiectului, Brian fiind acuzat că își pierde coerența din pricina obsesiei de a-i întrece pe Beatles și a consumului tot mai mare de droguri. Până în mai 1967, când munca la proiect este întreruptă de Wilson însuși și lăsată nefinalizată, numărul înregistrărilor produse pentru acesta era imens. Smile devine cea mai cunoscută legendă a scenei muzicale rock, în materie de albume nelansate. Mai târziu, în anii 1980 se vor publica discuri cu fragmente din înregistrările în studio, iar în 2003 Wilson se reîntâlnește cu Van Dyke Parks pentru a completa proiectul și înregistrează noua versiune alături de muzicieni tineri în anul următor.

## Albume
- Surfin' Safari (1962)
- Surfin' U.S.A. (1963)
- Surfer Girl (1963)
- Little Deuce Coupe (1963)
- Shut Down Volume 2 (1964)
- All Summer Long (1964)
- The Beach Boys' Christmas Album (1964)
- The Beach Boys Today! (1965)
- Summer Days (And Summer Nights!!) (1965)
- Beach Boys' Party! (1965)
- Pet Sounds (1966)
- Smiley Smile (1967)
- Wild Honey (1967)
- Friends (1968)
- 20/20 (1969)
- Sunflower (1970)
- Surf's Up (1971)
- Carl and the Passions – "So Tough" (1972)
- Holland (1973)
- 15 Big Ones (1976)
- The Beach Boys Love You (1977)
- M.I.U. Album (1978)
- L.A. (Light Album) (1979)
- Keepin' the Summer Alive (1980)
- The Beach Boys (1985)
- Still Cruisin' (1989)
- Summer in Paradise (1992)
- Stars and Stripes Vol. 1 (1996)
- That's Why God Made the Radio (2012)